# Adrien Leps
Adrien Louis Jacques Leps (ur. 27 września 1893, zm. 18 grudnia 1983) – francuski as myśliwski z czasów I wojny światowej. Osiągnął 12 zwycięstw powietrznych. Należał do grona asów posiadających tytuł honorowy Balloon Buster. W archiwach francuskiego ministerstwa obrony występuje pod imieniem Jacques.

## Życiorys
Adrien Leps urodził się w Angers. Do armii francuskiej wstąpił w październiku 1913 roku. Po kilku miesiącach starań w 1915 roku został przeniesiony do lotnictwa i służył w eskadrze N 67 jako obserwator. 9 lipca został ciężko ranny. Po rocznym leczeniu w lecie 1916 roku przeszedł szkolenie z pilotażu w Amberieu i 23 sierpnia 1916 roku uzyskał licencję pilota. W grudniu 1916 roku został przeniesiony do jednostki liniowej Escadrille N 81. Pierwsze zwycięstwo odniósł nad niemieckim samolotem dwumiejscowym 16 marca 1917 roku. W ciągu pierwszego roku służby odniósł 5 potwierdzonych oraz dwa prawdopodobne zwycięstwa powietrzne. Po przemianowaniu jednostki z Escadrille N81 na Escadrille SPA 81 do czerwca 1918 roku odniósł jeszcze siedem zwycięstw powietrznych, w tym 5 nad balonami obserwacyjnymi.
Powojenne losy Lepsa nie są znane.

## Odznaczenia
- Legia Honorowa;
- Krzyż Wojenny (Francja);
- Military Cross[2] .